# Luke Wiedmann
Luke Wiedmann (2002) es un deportista suizo que compite en ciclismo de montaña en la disciplina de campo a través. Ganó una medalla de bronce en el Campeonato Mundial de Ciclismo de Montaña de 2020, en la prueba por relevos.

## Medallero internacional
| Campeonato Mundial | Campeonato Mundial | Campeonato Mundial | Campeonato Mundial         |
| Año                | Lugar              | Medalla            | Competición                |
| ------------------ | ------------------ | ------------------ | -------------------------- |
| 2020               | Leogang (Austria)  | Medalla de bronce  | Campo a través por relevos |